# Audubon, Minnesota
Audubon är en ort i Becker County i Minnesota. Orten har fått sitt namn efter naturforskaren John James Audubon. Vid 2010 års folkräkning hade Audubon 519 invånare.